# Cerovci
Cerovci (cyr. Церовци) – wieś w Czarnogórze, w gminie Pljevlja. W 2011 roku liczyła 26 mieszkańców.